# Dan Blocker
Bobby Dan Davis Blocker (De Kalb, Texas, 10 de diciembre de 1928-Los Ángeles, California, 13 de mayo de 1972) fue un actor estadounidense recordado principalmente por su papel de Hoss Cartwright en la serie western de televisión Bonanza.

## Biografía
Era hijo de Ora Shack Blocker y Mary Davis Blocker. La familia se trasladó a O'Donnell poco después de su nacimiento. 
El futuro actor acudió al Texas Military Institute y después se graduó en el Sul Ross State Teacher's College en Alpine, Texas, donde consiguió un máster en artes dramáticas.
Blocker tuvo diversos trabajos, como profesor, actor y artista de rodeo. Parece ser que trabajó como guardia de seguridad de bar mientras era estudiante, gracias a su gran corpulencia (1.91 m y 136 kg).
Blocker fue alistado y sirvió en la guerra de Corea. Posteriormente se casó con Dolphia Parker, a quien había conocido siendo estudiante en Sul Ross State. Tuvieron cuatro hijos: el actor Dirk Blocker, el productor David Blocker, y las gemelas Debra Lee y Danna Lynn.
Seguidor de la Iglesia Metodista Libre, y partidario del político Eugene McCarthy (posteriormente promocionó al candidato a la presidencia por el Partido Demócrata de los Estados Unidos en 1968, Hubert Humphrey), Blocker desarraigó a su familia a finales de los años sesenta, trasladándose a Europa, pues era contrario al rumbo que llevaba la Guerra de Vietnam. 
Stanley Kubrick intentó seleccionar a Blocker para su película Dr. Strangelove, tras la marcha atrás de Peter Sellers para hacer el papel de Major T.J. "King" Kong. Blocker rechazó el papel, pues lo encontraba demasiado liberal. Dicho papel fue finalmente interpretado por Slim Pickens.
Robert Altman hizo amistad con Blocker mientras dirigía episodios de Bonanza. Años después, eligió a Blocker como Roger Wade en The Long Goodbye (El largo adiós). Desafortunadamente, Blocker falleció antes de iniciar el rodaje. El papel fue para Sterling Hayden, y la película se dedicó a Blocker. Su muerte, en Los Ángeles en 1972, fue repentina, a causa de un tromboembolismo pulmonar secundario a una intervención rutinaria de la vesícula biliar. El reparto y equipo de Bonanza fueron sacudidos por su muerte, y se especulaba que la pérdida del personaje más cariñoso de la serie aceleró su final. Bonanza duró otra temporada, pero esta es la menos repuesta de toda la serie.